# Iowa Energy 2012-2013
La stagione 2012-13 degli Iowa Energy fu la 6ª nella NBA D-League per la franchigia.
Gli Iowa Energy arrivarono sesti nella Central Division con un record di 14-36, non qualificandosi per i play-off.

## Roster
| N° | Naz.                   | Ruolo | Sportivo           | Anno | Alt. | Peso |
| -- | ---------------------- | ----- | ------------------ | ---- | ---- | ---- |
| 4  | Stati Uniti (bandiera) | G     | Vance Cooksey      | 1987 | 183  | 79   |
| 7  | Stati Uniti (bandiera) | G     | Chris Wright       | 1989 | 185  | 95   |
| 11 | Stati Uniti (bandiera) | G     | Mustapha Farrakhan | 1988 | 193  | 84   |
| 11 | Stati Uniti (bandiera) | G     | Alex Ruoff         | 1986 | 198  | 100  |
| 12 | Stati Uniti (bandiera) | GA    | Othyus Jeffers     | 1985 | 196  | 91   |
| 13 | Stati Uniti (bandiera) | G     | Robert Hite        | 1984 | 188  | 83   |
| 14 | Stati Uniti (bandiera) | A     | Paul Harris        | 1986 | 193  | 104  |
| 15 | Stati Uniti (bandiera) | G     | Justin Hurtt       | 1988 | 196  | 95   |
| 17 | Stati Uniti (bandiera) | A     | Dominique Morrison | 1989 | 198  | 95   |
| 17 | Stati Uniti (bandiera) | G     | Julyan Stone       | 1988 | 198  | 91   |
| 18 | Stati Uniti (bandiera) | A     | Terrence Jennings  | 1988 | 208  | 104  |
| 21 | Stati Uniti (bandiera) | G     | Morris Almond      | 1985 | 196  | 95   |
| 21 | Stati Uniti (bandiera) | AC    | Jarrid Famous      | 1988 | 211  | 109  |
| 22 | Stati Uniti (bandiera) | GA    | Nick Murphy        | 1988 | 193  | 98   |
| 23 | Stati Uniti (bandiera) | A     | Quincy Miller      | 1992 | 206  | 95   |
| 24 | Stati Uniti (bandiera) | AC    | Josh Boone         | 1984 | 208  | 108  |
| 24 | Stati Uniti (bandiera) | A     | Augustus Gilchrist | 1989 | 211  | 109  |
| 24 | Stati Uniti (bandiera) | C     | Kenny Lawson       | 1988 | 206  | 113  |
| 32 | Stati Uniti (bandiera) | C     | Ben Strong         | 1986 | 211  | 100  |
| 33 | Stati Uniti (bandiera) | A     | Darius Miller      | 1990 | 203  | 107  |
| 44 | Canada (bandiera)      | C     | Liam McMorrow      | 1987 | 218  | 122  |

## Staff tecnico
- Allenatori: Kevin Young (6-15) (fino al 21 gennaio)[1], Bruce Wilson (8-21)
- Vice-allenatori: Jordan Brady, George Brosky, Bruce Wilson (fino al 21 gennaio)
- Preparatore atletico: Jeremy MacVarish